# 乙酸異丁酸蔗糖酯
乙酸異丁酸蔗糖酯，英語：Sucrose acetoisobutyrate (SAIB) ，是一種乳化劑，E編碼是E444。在美國，SAIB作為雞尾酒、啤酒、麥芽飲料、葡萄酒等的食品添加物（一般認為是安全的）。

## 用途
- 飲料用的乳化劑（增量劑）
- 化妝品及皮膚照護品
- 香味料 (橘子味道)
- 芳香定著劑
- 頭髮照護品

## 毒性
- 廣東省食品衛生監督檢驗所：LD50 大鼠口服27.5g/kg(bw)。

## 外部連結
- InChem（页面存档备份，存于）